# Винахідливий заєць (мультфільм, 1973)
«Винахідливий заєць» — грузинський радянський мультфільм 1973 року кінорежисера Михайла Чіаурелі.